# 이케다 엘라이자
이케다 엘라이자(池田 エライザ, Elaiza Ikeda, 1996년 4월 16일 ~ )는 일본의 모델, 배우이다.

## 출연 작품

### 영화
- 2015년 모두가 초능력자 - 히라노 미유키 역
- 2017년 인사하고, 키스 - 키시모토 안 역
- 2018년 마음 세탁소 - 야쿠모 미코 역
- 2019년 사다코 - 아키카와 마유 역
- 2020년 한번 죽어 봤다 - 아카네 역
- 2021년 코미양은 커뮤증입니다 - 코미 쇼코 역
- 2021년 극장판 카케구루이2: 절체절명의 러시안 룰렛 - 모모바미 키라리 역

### 텔레비전 드라마
- 2015년 MBS JK는 설녀
- 2016년 후지TV SHIBUYA 0가
- 2017년 MBS 호쿠사이와 밥만 있으면
- 2017년 후지TV 나는 마리 안에
- 2017년 MBS 이토군 A to E
- 2019년 MBS 왼손잡이 에렌
- 2020년 넷플릭스 팔로워들
- 2020년 TVO 명건축에서 점심을